# 新竹県長
新竹県長は、台湾新竹県の県長。

## 一覧

### 官派県長
| 代数 | 氏名   | 政党       | 任期                           |
| ---- | ------ | ---------- | ------------------------------ |
| 1    | 郭紹宗 |            | 1945年11月17日 - 1946年1月     |
| 2    | 劉啓光 | 中国国民党 | 1946年1月 - 1946年12月31日     |
| 3    | 朱文伯 | 中国青年党 | 1947年1月1日 - 1947年3月27日   |
| 4    | 鄒清之 |            | 1947年3月27日 - 1949年12月     |
| 代理 | 徐言   |            | 1950年初                       |
| 5    | 徐言   |            | 1950年4月4日 - 1950年10月25日  |
| 6    | 陳貞彬 |            | 1950年10月25日 - 1951年1月30日 |
| 代理 | 劉燕夫 |            | 1951年1月31日 - 1951年4月30日  |

### 民選県長
| 代数 | 氏名   | 政党              | 任期                            |
| ---- | ------ | ----------------- | ------------------------------- |
| 1    | 朱盛淇 | 中国国民党        | 1951年5月1日 - 1954年6月2日     |
| 2    | 朱盛淇 | 中国国民党        | 1954年6月2日 - 1957年6月2日     |
| 3    | 鄒滌之 | 中国国民党        | 1957年6月2日 - 1960年6月2日     |
| 4    | 彭瑞鷺 | 中国国民党        | 1960年6月2日 - 1964年6月2日     |
| 5    | 彭瑞鷺 | 中国国民党        | 1964年6月2日 - 1968年6月2日     |
| 6    | 劉榭燻 | 無所属            | 1968年6月2日 - 1973年2月1日     |
| 7    | 林保仁 | 中国国民党        | 1973年2月1日 - 1977年12月20日   |
| 8    | 林保仁 | 中国国民党        | 1977年12月20日 - 1981年12月20日 |
| 9    | 陳進興 | 中国国民党        | 1981年12月20日 - 1985年12月20日 |
| 10   | 陳進興 | 中国国民党        | 1985年12月20日 - 1989年12月20日 |
| 11   | 范振宗 | 民主進歩党        | 1989年12月20日 - 1993年12月20日 |
| 12   | 范振宗 | 民主進歩党        | 1993年12月20日 - 1997年12月20日 |
| 13   | 林光華 | 民主進歩党        | 1997年12月20日 - 2001年12月20日 |
| 14   | 鄭永金 | 中国国民党        | 2001年12月20日 - 2005年12月20日 |
| 15   | 鄭永金 | 中国国民党→無所属 | 2005年12月20日 - 2009年12月20日 |
| 16   | 邱鏡淳 | 中国国民党        | 2009年12月20日 - 2014年12月25日 |
| 17   | 邱鏡淳 | 中国国民党        | 2014年12月25日 - 2018年12月25日 |
| 18   | 楊文科 | 中国国民党        | 2018年12月25日 - 2022年12月25日 |
| 19   | 楊文科 | 中国国民党        | 2022年12月25日 - 現職           |

## 参考資料
1. ↑  “アーカイブされたコピー”. 2014年10月17日時点のオリジナルよりアーカイブ。2014年6月27日閲覧。
2. ↑  “2022九合一選舉》縣市長一次看！公投投什麼？確診可以投票嗎？”.   天下雜誌. 2022年12月26日閲覧。